# 오모리 리오
오모리 리오(일본어: 大森 理生, 2002년 7월 21일~)는 일본의 축구 선수이다.

## 구단 경력
그는 2019년 J3리그의 FC 도쿄 U-23에서 뛰었다. 2021년 J1리그의 FC 도쿄에 입단했다. 2022년 J2리그의 FC 류큐로 이적했다. 2023년 오미야 아르디자로 이적했다. 2023년후 J3리그에 강등했다. 2024년 J2리그의 이와키 FC로 이적했다. 2025년 FC 이마바리로 이적했다.